# 1331

## Esdeveniments
- Guerra Genkō al Japó

## Naixements
Països Catalans
Món
- 16 de febrer - Buggiano (Itàlia): Coluccio Salutati polític i humanista
- 30 d'abril - Ortés, vescomtat del Bearn: Gastó Febus, que esdevindrà el 1343 Gastó III de Foix i X del Bearn (m. 1391).[1]